# Стефано Мадерно
Стефано Мадерно (на италиански: Stefano Maderno, род. 1575 г., Палестрина - † 17 септември 1636 г., Рим), е италиански скулптор от епохата на барока.

## Биография
Най-известната творба на Мадерно е мраморната статуя „Мъченичеството на Света Цецилия“, в римската църква „Санта Чечилия ин Трастевере“. Скулптурата, изобразяваща смъртта на Света Цецилия, е създадена през 1599-1600 г.